# Szerokość całkowita
Szerokość całkowita – odległość mierzona w płaszczyźnie poprzecznej w najszerszym miejscu statku  między najdalej wysuniętymi zewnętrznymi punktami kadłuba; innymi słowami jest to szerokość maksymalna. Wielkość ta znajduje się w dokumentach okrętowych i warunkuje manewrowanie w portach, przechodzenie przez kanały i śluzy oraz mijanie się statków w miejscach nawigacyjnie ograniczonych.